# A Rebelião dos Bárbaros
A Rebelião dos Bárbaros (em inglês, Barbarians Rising) é uma série de documentário americano para televisão produzida por Adam Bullmore e produzida por Chloe Leland e Michael Waterhouse que vai ao ar no History Channel. Ele estreou no dia 6 de junho de 2016.

## Sinopse
A série é contada a partir do ponto de vista de líderes de povos que lutaram contra Roma, chamados de bárbaros pelos romanos. Esses indivíduos eram famosos por desafiar o governo de Roma. As representações desses líderes e eventos históricos são intercaladas com breves comentários de estudiosos modernos, historiadores e especialistas em políticas militares e públicas.

## Elenco
- Nicholas Pinnock como Aníbal[2]
- Jefferson Hall como Viriato[2]
- Ben Batt como Espártaco[2]
- Tom Hopper como Armínio[2]
- Kirsty Mitchell como Boadiceia[2]
- Steven Waddington como Fritigerno[2]
- Gavin Drea como Alarico[2]
- Emil Hostina como Àtila[2]
- Richard Brake como Geiserico[2]